# المجادرة (ذي السفال)

تعديل مصدري - تعديل

المجادرة هي إحدى قرى عزلة السيف بمديرية ذي السفال التابعة لمحافظة إب، بلغ تعداد سكانها 130 نسمة حسب تعداد اليمن لعام 2004.